# Tilly's Party
Tilly's Party è un cortometraggio muto del 1911 scritto e diretto da Lewin Fitzhamon.

## Trama
Degli aspiranti guardiamarina aiutano Tilly e Sally, le due ragazzacce indisciplinate che sono scappate da scuola in sella alle loro bici.

## Produzione
Il film fu prodotto dalla Hepworth.

## Distribuzione
Distribuito dalla Hepworth, il film - un cortometraggio di 137,16 metri - uscì nelle sale cinematografiche britanniche nell'aprile 1911. È una delle rarissime pellicole sopravvissute alla distruzione del 1924, quando il fondatore e proprietario della casa di produzione britannica, Cecil Hepworth, ormai sull'orlo del fallimento, volle recuperare dai suoi film il nitrato d'argento per fare cassa.
La pellicola è stata presentata al Festival di Berlino l'11 febbraio 2007.